# Чилкот, Джон
Достопочтенный сэр Джон Чилкот, GCB (англ. John Chilcot; 22 апреля 1939 — 3 октября 2021) — британский политик. Член Тайного совета Великобритании (с 2004 года), бывший работник Гражданской службы Её Величества. С июня 2009 года — председатель комиссии по расследованию обстоятельств, связанных с вторжением коалиционных сил в Ирак и его последствиями. В 2016 году комиссия Чилкота по итогам семи лет своей работы опубликовала отчёт, вызвавший большой резонанс в СМИ.

## Биография
Родился 22 апреля 1939 года. Окончил Брайтонский колледж и Пемброк-колледж Кембриджа, где изучал английский и иностранные языки.
После окончания колледжа и до 1997 года состоял на государственной службе. Занимал пост постоянного заместителя министра по делам Северной Ирландии, ряд постов в Министерстве внутренних дел (в частности, был помощником заместителя министра внутренних дел по делам департамента полиции и личным секретарём министров Роя Дженкинса, Мерлина Риза и Уильяма Уайтлоу), Гражданской службе (в частности, был личным секретарём её главы Уильяма Армстронга) и Секретариате Кабинета министров.
Принимал участие в подготовке доклада Батлера о применении разведки в преддверии вторжения в Ирак в 2003 году. С 1999 по 2004 годы работал консультантом в MI5 и MI6.
Являлся президентом The Police Foundation — независимого аналитического центра, занимающегося изучением деятельности британской полиции..

## Расследование Чилкота
15 июня 2009 года премьер-министр Великобритании Гордон Браун объявил, что Чилкот, несмотря на его роль в подготовке доклада Батлера, может возглавить комиссию по расследованию причин Иракской войны. Оппозиционные партии, а также ряд активистов и депутатов-заднескамеечников от правящей Лейбористской партии подвергли критике то, что правительство приняло решение о проведении расследования без консультации с ними, а также то, что полномочия комиссии Чилкота были серьёзно ограничены — в частности, ограничен круг лиц, которым могло бы быть предъявлено обвинение
В 2015 году Чилкот подвергся критике за то, что, по итогам шести лет работы его комиссии, результаты её работы так и не были опубликованы. Глава Гражданской службы сэр Джереми Хейвуд заявил, что комиссия неоднократно отказывалась от предложений помощи в составлении итогового отчёта её работы. 29 октября 2015 года комиссия анонсировала скорое опубликование итогового отчёта. , а 6 июля 2016 года он был, наконец, опубликован. В отчёте, среди прочего, утверждалось, что Саддам Хусейн не представлял реальной угрозы британским интересам, что операции британской разведки по поиску в Ираке оружия массового уничтожения были продиктованы стремлением найти мирные средства урегулирования конфликта и не допустить войны, что Великобритания и США подрывают авторитет Совета Безопасности ООН, что процесс выявления правовой основы вторжения был «далеко не удовлетворительным», и, наконец, что войны в марте 2003 года вполне можно было избежать.

## Награды
- Орден Бани:
  - Кавалер (CB, 1990);
  - Командор (KCB, 1994);
  - Кавалер Большого креста (GCB; 1998).